# Дацио
Дацио (итал. Dazio) је насеље у Италији у округу Сондрио, региону Ломбардија.
Према процени из 2011. у насељу је живело 411 становника. Насеље се налази на надморској висини од 588 м.

## Становништво
| 1931. | 1936. | 1951. | 1961. | 1971. | 1981. | 1991. | 2001. | 2011. |
| ----- | ----- | ----- | ----- | ----- | ----- | ----- | ----- | ----- |
| 504   | 360   | 374   | 351   | 297   | 323   | 319   | 347   | 424   |